# Prix Sainte-Beuve
Pour les articles homonymes, voir Sainte-Beuve.
Le prix Sainte-Beuve, fondé en 1946, récompense chaque année un écrivain dans les catégories romans (ou poésies) et essais (ou critique) ; il porte le nom de l'écrivain Charles-Augustin Sainte-Beuve. Le jury fondateur était composé de Raymond Aron, Maurice Blanchot, Edmond Buchet, Maurice Nadeau, Jean Paulhan et Raymond Queneau.

## Auteurs distingués
| Année | Saison    | Roman | Esssai                                                                                    | Référence |
| ----- | --------- | --- | ----------------------------------------------------------------------------------------- | --------- |
| 1946  | printemps | Raymond Abellio pour Heureux les pacifiques                                                                            | Georges Navel pour Travaux                                                                | [ 2 ]     |
| 1947  | printemps | Julien Blanc pour Seule la Vie Tome 2, Joyeux, fais ton fourbi...                                                      | Victor Kravtchenko pour J'ai choisi la liberté                                            | [ 4 ]     |
| 1947  | hiver     | Armand Hoog pour L'Accident                                                                                            | Antonin Artaud pour Van Gogh ou le suicide de la société                                  | [ 5 ]     |
| 1948  | printemps | René Reudel pour Si le sel s'affadit                                                                                   | Louis Martin-Chauffier pour L'Homme et la bête                                            | [ 6 ]     |
| 1948  | hiver     | Gilbert Cesbron pour Notre prison est un royaume                                                                       | Claude-Edmonde Magny pour l'Age du roman américain                                        | [ 7 ]     |
| 1949  | printemps | André Dhôtel pour David                                                                                                | René-Marill Albérès pour la Révolte des écrivains d'aujourd'hui                           | ,         |
| 1949  | hiver     | Lise Deharme pour La Porte à côté                                                                                      | Claude Mauriac pour André Breton                                                          | [ 10 ]    |
| 1950  | été       | François Gorrec pour La Septième Lune                                                                                  | Marcel Arland pour Marivaux                                                               | [ 11 ]    |
| 1950  | hiver     | Jean-Charles Pichon pour Il faut que je tue M. Rumann                                                                  | Georges Poulet pour Études sur le temps humain                                            | [ 12 ]    |
| 1951  |           | Yassu Gauclère pour la Clé                                                                                             | Jean Fretet pour la Folie parmi nous                                                      | [ 13 ]    |
| 1952  |           | Pierre Boulle pour Le Pont de la rivière Kwaï                                                                          | René Étiemble pour Le Mythe de Rimbaud                                                    | [ 14 ]    |
| 1953  |           | Pierre Moinot pour La Chasse royale                                                                                    | Francis Jourdain pour Sans remords ni rancune                                             | [ 15 ]    |
| 1954  |           | Jean-Claude Brisville pour D'un amour                                                                                  | Suzanne Lilar pour Le Journal de l'analogiste                                             | [ 16 ]    |
| 1955  |           | | André Brincourt pour Messagers de la nuit                                                 | ,         |
| 1956  |           | Henri Thomas pour la Cible                                                                                             |                                                                                           | ,         |
| 1957  |           | Alain Bosquet pour Premier Testament Alexis Curver pour Tempo di Roma Emil Cioran pour La Tentation d'exister (refusé) |                                                                                           | ,         |
| 1958  |           | Henri Guyot d'Amfreville pour ? Mongo Beti pour Mission terminée                                                       | Henri Guyot d'Amfreville pour ? Mongo Beti pour Mission terminée                          | ,         |
| 1959  |           | Albert Aycard pour Ruth                                                                                                | Jean Cathelin pour Marcel Aymé ou le Laysan de Paris                                      | [ 27 ]    |
| 1960  |           | Gilbert Prouteau pour La Peur des femmes                                                                               | Nicole Vedrès pour Suite parisienne                                                       | ,         |
| 1961  |           | Robert Abirached pour Casanova ou la Dissipation Patrick Waldberg pour Promenoir de Paris                              | Robert Abirached pour Casanova ou la Dissipation Patrick Waldberg pour Promenoir de Paris | [ 30 ]    |
| 1962  | printemps | | Robert Poulet pour Contre l'amour                                                         | [ 31 ]    |
| 1962  | hiver     | Jérôme Peignot pour L'Or des fous                                                                                      |                                                                                           | [ 32 ]    |
| 1963  |           | Alphonse Boudard pour La Cerise                                                                                        | Bernard Delvaille pour Essai sur Valery Larbaud                                           | ,         |
| 1964  |           | Michel Breitman pour Sébastien                                                                                         |                                                                                           | [ 35 ]    |
| 1965  |           | Roger Rabiniaux pour Le Soleil des dortoirs                                                                            | Roger Stéphane pour Portrait de l'aventurier                                              | [ 36 ]    |
| 1966  |           | Daniel Boulanger pour Le Chemin des caracoles                                                                          | Jean-Claude Renard pour La Terre du sacre                                                 | [ 37 ]    |
| 1967  |           | |                                                                                           |           |
| 1968  |           | Lucie Faure pour L'Autre Personne                                                                                      | Marc Soriano pour les Contes de Perrault, culture savante et tradition populaire          | [ 38 ]    |
| 1969  |           | Pierre Schaeffer pour Le Gardien de volcan                                                                             | Jean-Pierre Attal pour L'Image «métaphysique» et autres essais                            | [ 39 ]    |
| 1982  |           | Laurence Cossé pour Les Chambres du Sud                                                                                | Laurence Cossé pour Les Chambres du Sud                                                   | [ 40 ]    |
| 1983  |           | Michel Luneau pour Folle-Alliée                                                                                        | Michel Luneau pour Folle-Alliée                                                           | [ 41 ]    |
| 1984  |           | Vladan Radoman pour Le Ravin                                                                                           | Vladan Radoman pour Le Ravin                                                              | [ 42 ]    |
| 1985  |           | Marie-Claire Bancquart pour Anatole France, un sceptique passionné                                                     | Marie-Claire Bancquart pour Anatole France, un sceptique passionné                        | [ 43 ]    |
| 1986  |           | Rafaël Pividal pour Grotius                                                                                            | Rafaël Pividal pour Grotius                                                               | [ 44 ]    |
| 1987  |           | Boris Schreiber pour La Traversée du dimanche                                                                          | Éric Ollivier pour Les Livres dans la peau                                                | [ 45 ]    |

## Prix Sainte-Beuve des collégiens
En 2008 a été créé le Prix Sainte-Beuve des collégiens, aussi nommé Prix Sainte-Beuve des collégiens et des apprentis. Un concours interscolaire de critique littéraire précède l'élection, par les collégiens et apprentis, d'un roman jeunesse. Conçu et coordonné par Pierric Maelstaf, ce prix est porté par l'association çà & là et le conseil départemental du Pas-de-Calais.
Les lauréats :
- 2008 : Hélène Vignal pour Passé au rouge
- 2009 : Yaël Hassan pour Suivez-moi jeune homme
- 2010 : Gemma Malley pour La Déclaration
- 2011 : Julia Billet pour Sayonara samouraï
- 2012 : Jay Asher pour Treize Raisons
- 2013 : Yves Grevet pour Seuls dans la ville
- 2014 : Florence Hinckel pour Théa pour l'éternité
- 2015 : Isabelle Pandazopoulos pour La Décision
- 2016 : (deux lauréates) Charlotte Erlih pour 20 pieds sous terre et Anne-Sophie Silvestre pour Ma Gare d’Austerlitz
- 2017 : Caroline Solé pour La Pyramide des besoins humains
- 2018 : Florence Hinckel pour #Bleue
- 2019 : Sarah Crossan pour Inséparables
- 2020 : Nancy Guilbert et Marie Colot pour Deux secondes en moins[47]
- 2021 : Claire Mazard pour Je te plumerai la tête
- 2022 : Exceptionnellement, quatre auteur⋅ices sur dix ont été récompensés : Lisa Balavoine pour Un garçon, c'est presque rien ; Delphine Pessin pour Deux Fleurs en hiver ; Sandrine Beau pour Le Jour où je suis mort, et les suivants ; David Moitet pour RC 2722
- 2023 : Jo Witek pour J'ai 14 ans, et ce n'est pas une bonne nouvelle.
- 2024 : Nancy Guilbert pour Et derrière nous le silence.
- 2025 : Fabien Fernandez pour Monstrueuse Tempête.